# Zagrebačka uspinjača
Zagrebačka uspinjača je javno prometalo koje spaja zagrebački Gornji i Donji grad. Donja stanica nalazi se u Tomićevoj ulici (koja izlazi na Ilicu), a gornja se stanica nalazi na Strossmayerovom šetalištu, podno kule Lotrščak. S prugom dugom 66 metara poznata je i kao jedna od najkraćih žičanih željeznica na svijetu namijenjenih javnom prometu. Službeno je puštena u pogon 8. listopada 1890., a s radom je počela 23. travnja 1893. godine. Isprva je bila na parni pogon koji je 1934. zamijenjen električnim. Budući da je do danas u cijelosti zadržala prvobitni vanjski izgled i građevnu konstrukciju, a i većinu tehničkih svojstava koja su joj dali graditelji, zagrebačka je uspinjača zakonski zaštićena kao spomenik kulture. Održava ju i vodi Zagrebački električni tramvaj.
Izvan pogona je od 20. siječnja 2025. godine zbog radova na sveobuhvatnoj obnovi gradske znamenitosti.

## Tehnička svojstva
Uspinjača ima dva vagona, svaki kapaciteta 28 putnika (16 sjedećih i 12 stajaćih mjesta). Dužina kola preko odbojnika je 5640 mm, osnovni razmak 3700 mm, a težina praznih kola je 5,05 tona. Nosivost im je 2240 kg. Električni pogonski motor nalazi se u gornjoj postaji, ima snagu od 28,5 kW, napajan istosmjernom strujom napona 400 V, sa 720 okretaja u minuti. Najveća dopuštena brzina uspinjače je 1,5 m/s. Vožnja traje 64 sekunde. Uspinjača svladava visinsku razliku od 30,5 metara na usponu od 52 posto (gornja stanica je na 156,5 m nadmorske visine, a donja na 126 m). Uspinjača je sagrađena kao kosi vijadukt od osam polukružnih otvora duljine 2,5 metra, od opeke s vapnenim mortom. Usprkos stalnom mehaničkom opterećenju, izvorna konstrukcija do današnjih dana nije pokazala znakove značajnijih tehničkih deformacija, a u nekima od onih polukružnih otvora danas su umjetničke galerije i prodavaonice suvenira. Na betonskoj površini vijadukta nalaze se dva kolosijeka (na svakom se nalazi jedan vagon) s tračnicama duljine 66 metara i širine 1200 mm. Vučno uže promjera je 22 mm.

## Povijest
Osječki građevinski poduzetnik D.W. Klein je pod stubama u Bregovitoj ulici (danas Tomićeva) koja vodi na Gornji grad, 1888. godine počeo pratiti učestalost pješačkoga prometa. Učinilo mu se da se upravo tom ulicom najviše ljudi uspinje prema Gornjem gradu, a ne primjerice Mesničkom ili Dugom (danas Radićevom) ulicom. Potaknut osobnom dobiti, počeo je brojiti i zapisivati broj prolaznika te je ocijenio da je pješački promet dovoljno živ da bi se na mjestu javnog stubišta mogla izraditi uspinjača po uzoru na Budimpeštu, Zürich i druge europske gradove.
Klein je podnio 6. listopada 1888. godine Gradskom poglavarstvu molbu za građevinsku dozvolu. Gradsko poglavarstvo je prijedlog gospodina Kleina prihvatilo i u roku od dva dana izdalo mu građevinsku dozvolu. Radovi na izgradnji uspinjače započeli su 6. svibnja 1889. godine, no tijekom gradnje javljale su se brojne nepredviđene teškoće. Prilikom prve pokusne vožnje s praznim kolima, 22. veljače 1890., glavni ležaj stroja, kojeg je izradila tvrtka »Ganz« iz Budimpešte, istrgnuo se zajedno s temeljem pri čemu se kompletan stroj polomio. Dvadesetak dana kasnije, 14. ožujka 1890., odvila se prva uspješna testna vožnja. Uspinjača je službeno puštena u pogon 8. listopada 1890. godine bez posebne svečanosti. Radilo se o uspinjači na parni pogon s dvoja kola na izmjenični pogon, a sa strojarnicom na gornjoj postaji. Prve putničke kabine bile su razdijeljene u tri dijela. Čeoni dijelovi kabina, s pogledom na Grič ili Ilicu, bili su kao prvi razred, dok je sredina zbog lošijeg vidika bila takozvani drugi razred. Trajna vožnja uspinjače upriličena je tek 23. travnja 1893. godine.
Tijekom sljedećih godina zbog čestih kvarova na pogonskom dijelu, kada su ponekad putnici morali izaći da je poguraju, Zagrepčani su je od milja prozvali „zapinjačom”. Prema ugovoru, nakon četrdesetogodišnjega razdoblja koncesije, 1929. godine uspinjača je prešla u vlasništvo Grada Zagreba. Tehničko vodstvo i financijska uprava povjerene su Zagrebačkom električnom tramvaju, čiji djelatnici od tada brinu o njoj i moderniziraju je. 1934. godine zastarjeli je parni pogon zamijenjen električnim. U međuvremenu je izvršeno i nekoliko općih popravaka, no nakon 80 godina životni vijek uspinjače polako se približavao kraju. Stari je uređaj sa svojim drvenim zupčanicima bio prava rijetkost (uostalom radilo se tada o najstarijoj izvornoj uspinjači na svijetu) pružao sve manje sigurnosti, pa je njezin pogon 1969. bio obustavljen. Odmah se započelo s planiranjem rekonstrukcije, odnosno pripremama za izgradnju nove uspinjače. Pokazalo se da je samo zidani vijadukt bio besprijekorno sačuvan, dok je ostali dio konstrukcije trebalo rasklopiti i ukloniti. To je i učinjeno 1973. godine. Istaknuti arhitekti i službeni konzervatori uspjeli su vjerno reproducirati prvobitne građevine. Pogonski je uređaj zajedno s vozilima dobavila i namjestila bečka tvrtka »Waagner-Biro«, dok je za električni dio bila zadužena tvrtka »Siemens«. 
Nova uspinjača puštena je u pogon 26. srpnja 1974. godine. Od tada pa do danas uspinjača prolazi kroz redoviti godišnji remont, a 2005. obnovljene su obje postaje.

## Revitalizacija zagrebačke uspinjače
U sklopu projekta Revitalizacija zagrebačke uspinjače 20. siječnja 2025. godine započeli su radovi na sveobuhvatnoj obnovi gradske znamenitosti. Obnova je planira do ožujak 2026. godine. Ovim projektom obuhvaćeni su građevinski zahvati na gornjoj i donjoj postaji, sanacija trasa i vijadukata, unaprjeđenje pristupačnosti, modernizacija pogonskog sustava te ugradnja novih kabina.
Projekt je vrijedan 7,2 milijuna eura, a financira se iz proračuna grada Zagreba, kredita Europske investicijske banke te Europskih fondova u okviru Integriranog teritorijalnog programa 2021.-2027.

## Poveznice
- Javni gradski promet u Zagrebu

## Vanjske poveznice
45°48′51″N 15°58′23″E / 45.8142604602201°N 15.9730213880539°E